# Uwe Conradt

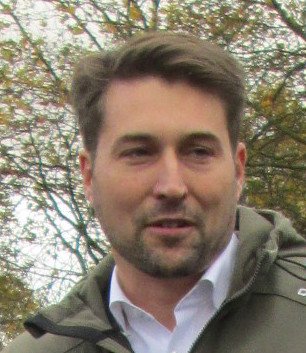
Uwe Conradt (2019)

Uwe Conradt (* 31. März 1977 in Saarbrücken) ist ein deutscher Politiker (CDU). Er ist gewählter Oberbürgermeister Saarbrückens und seit 1. Oktober 2019 im Amt. Seit 2016 war er Direktor der Landesmedienanstalt Saarland.

## Leben und beruflicher Werdegang
Conradt besuchte die Grundschule Saarbrücken-Scheidt, die Marienschule Saarbrücken, die Snider Highschool in Fort Wayne sowie das Wirtschaftswissenschaftliche Gymnasium in Saarbrücken. Danach leistete er von 1997 bis 1998 den Grundwehrdienst. Er studierte BWL mit dem Abschluss Diplom-Kaufmann an der Universität des Saarlandes. Von 2000 bis 2003 war er Stipendiat der Konrad-Adenauer-Stiftung. 2010 folgte ein Weiterbildungsstudiengang in Medienrecht an der Johannes Gutenberg-Universität Mainz, welcher in Zusammenarbeit mit dem Mainzer Medieninstitut durchgeführt und 2012 mit dem Master of Laws abgeschlossen wurde. Beruflich ist Conradt bereits seit 1998 tätig, zunächst selbständig in den Bereichen Consulting, IT und Internet, später als Verwaltungsleiter der Landesmedienanstalt Saarland sowie als Prokurist der Saarland Medien GmbH und der Saarland Film GmbH.

## Politik
Conradt trat Ende 1990 in die Junge Union ein. Von 1994 bis 1997 war er sowohl Ortsvorsitzender der JU in Saarbrücken-Scheidt als auch Vorsitzender der Schülerunion Saarbrücken-Stadt. Daraufhin war er stellvertretender Bundesvorsitzender der Schülerunion. Für die Junge Union war er noch bis 2009 als Kreisvorsitzender Saarbrücken-Stadt, als Mitglied im Landesvorstand und als stellvertretender Vorsitzender tätig. Für die CDU ist er seit 1994 Mitglied des Vorstandes im Stadtbezirk Dudweiler (aktuell als Schatzmeister), seit 1999 Vorsitzender des Ortsverbands Scheidt und seit 2009 stellvertretender Kreisvorsitzender. 2012 wurde er in den Kreisvorstand der CDA Saarbrücken-Stadt gewählt.
Conradt gehörte von 1999 bis 2004 dem Bezirksrat in Dudweiler an. Seit 2009 ist er Mitglied des Saarbrücker Stadtrats. Im August 2012 rückte er für den ausgeschiedenen Peter Jacoby in den Landtag nach, dem er bis April 2016 angehörte.
Bei der Oberbürgermeisterwahl in Saarbrücken am 26. Mai 2019 erreichte er im ersten Wahlgang 29,0 Prozent und lag damit hinter der Amtsinhaberin Charlotte Britz. Die Stichwahl am 9. Juni gewann er mit 50,3 Prozent und ist somit seit  1. Oktober 2019 Oberbürgermeister.
Conradt ist seit 2023 Mitglied des Präsidiums des Deutschen Städtetags bzw. seit Mai 2025 Vizepräsident.